# Stefan Fegerl
Stefan Fegerl (Gmünd, 12 september 1988) is een Oostenrijkse professioneel tafeltennisser. Hij speelt rechtshandig met de shakehandgreep.
In 2016 (Rio de Janeiro) en 2020 (Tokio) nam hij deel aan de Olympische spelen.

## Belangrijkste resultaten
- Eerste plaats met het mannenteam op de Europese kampioenschappen in 2015
- Eerste plaats op de Europese kampioenschappen (mannendubbel) met de Portugees João Monteiro in 2015
- Tweede plaats op de Europese kampioenschappen (gemengddubbel) met landgenote Sofia Polcanova in 2018